# Горлюха малоцветковая
Горлю́ха малоцветко́вая (лат. Picris pauciflora) — вид цветковых растений рода Горлюха (Picris) семейства Астровые (Asteraceae).

## Ботаническое описание
Однолетнее травянистое растение высотой 0,1—0,5 м. Листья у основания ушковидные. 
Цветёт в мае-июне жёлтыми цветками. Соцветие-корзинка 10—15 мм в диаметре. Прицветники покрыты густым войлочным опушением. 
Плод — семянка 4,5—5 мм длиной, сужающаяся к концу или с крючковатым завершением. Имеется нитчатый паппус.

## Распространение
Обитает в Средиземноморье, также встречается Крыму. На Крите растёт по обочинам, в травяных зарослях на высотах до 1400 м над уровнем моря.